# Битолски конгрес на ВМОРО (1905)
Битолският окръжен конгрес на ВМОРО от януари 1905 година се провежда в къщата на Павел Христов в Енимаале, Битоля.

## Делегати
Поради извънредно лютата зима на конгреса пристигат делегати само от неколко революционни околии: от Дебърска – Нестор Попов, от Стружка – Станислав Чакъров, от Охридска – Косте Савинов, от Ресенска – вероятно Антиноген Хаджов. В Битоля пристигат и Павел Христов, председател на Битолския окръжен комитет и окръжните войводи Христо Узунов и Георги Попхристов - делегат на Леринско и вероятно на Костурско. Узунов е избран за председател на конгреса. Илия Димушев участва на заседанието като делегат от Леринско и е избран за касиер на окръжното управленско тяло.

## Решения
Осъществено е само едно заседание и няколко частични съвещания, защото конгресът е открит от полицията и са направени много обиски, при които е открито и присъствието
на Узунов и Попхристов.
Конгресът према нов правилник, който узаконява демократизацият на Организацията и избирането на ръководните тела отдолу, а не назначаването им отгоре.
Павел Христов е избран за делегат на Рилския конгрес на ВМОРО от същата година.